# El Pardó-i királyi palota
Az El Pardó-i királyi palota (spanyolul: Palacio Real de El Pardo), a spanyol királyi család egyik napjainkban is használatos székhelye. Az épület a 15. században, eredetileg a Habsburg-család vadászkastélyaként épült, amely később a Bourbon-ház téli palotájaként, majd Francisco Franco hivatalos rezidenciájaként is szolgált. Ma elsősorban a külföldi államfők vendéglátásául szolgál, amikor azok hivatalos látogatást tesznek Spanyolországban.

## Képek

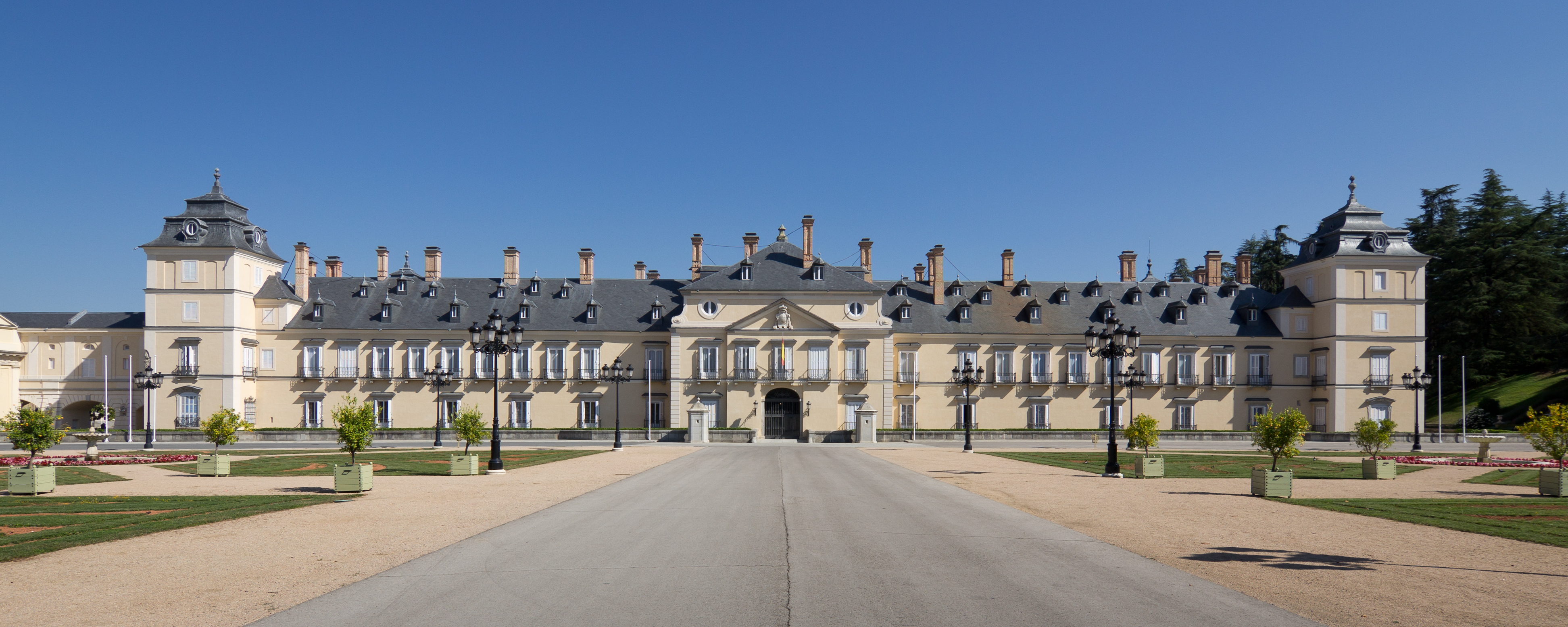
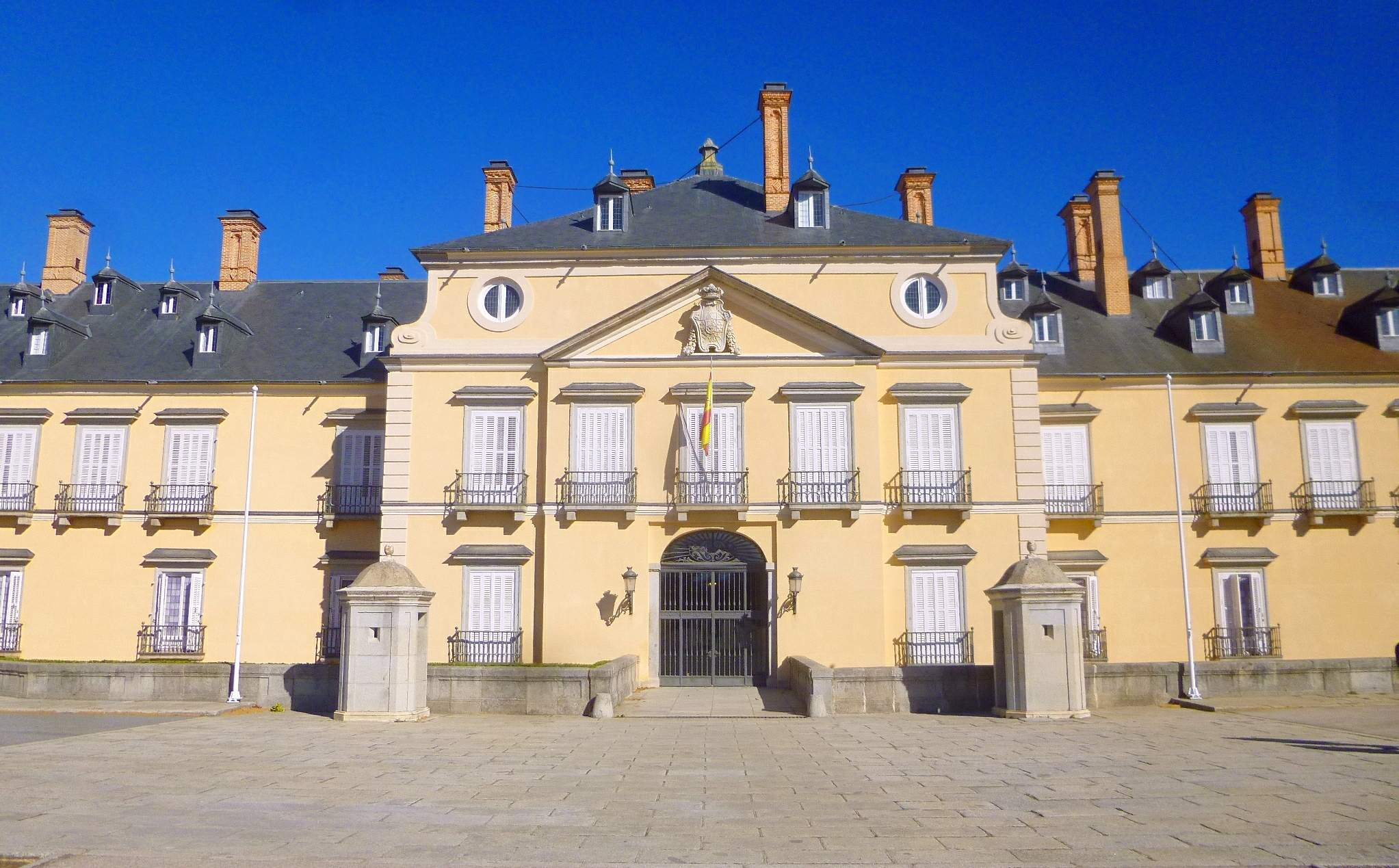
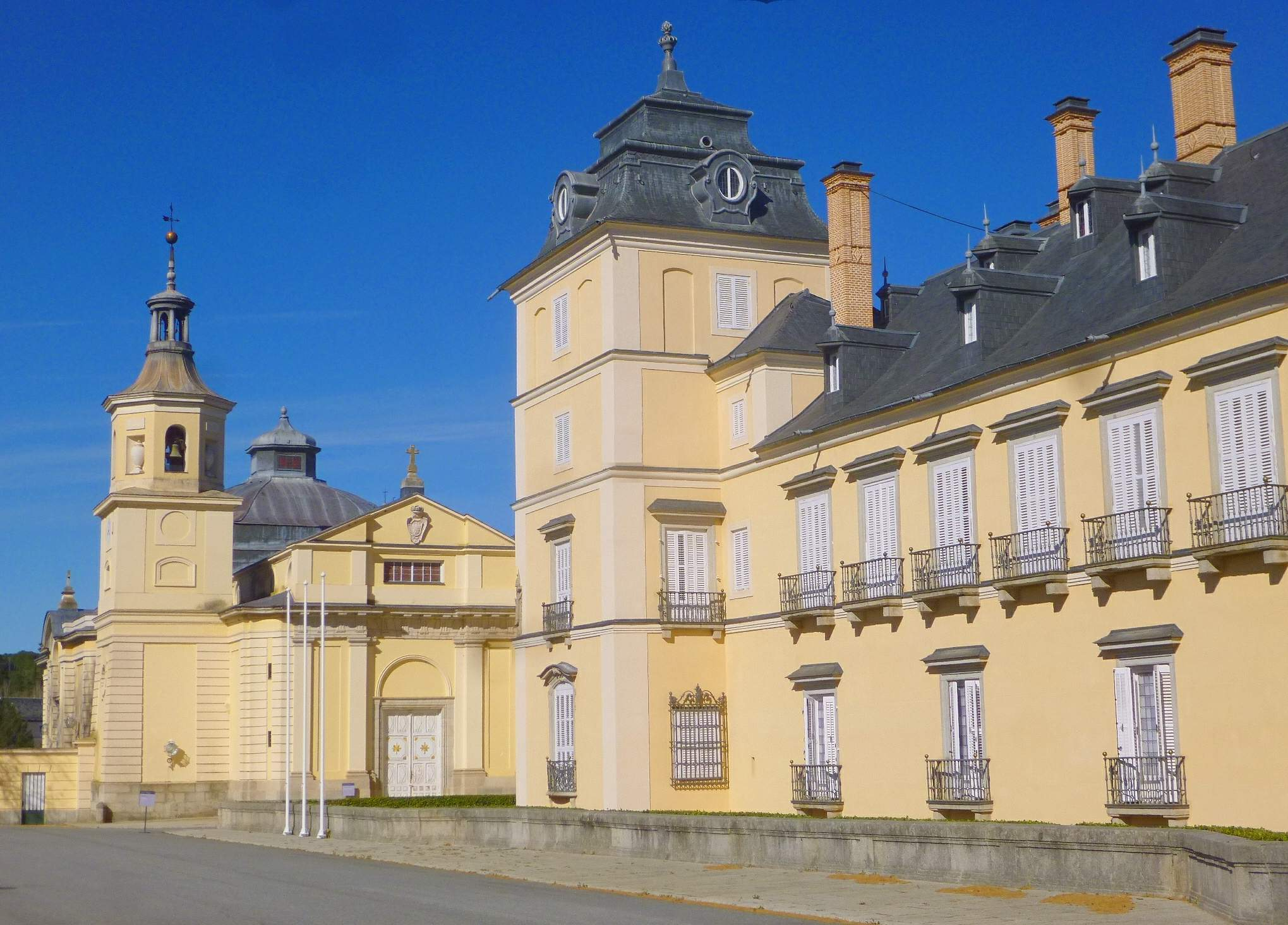
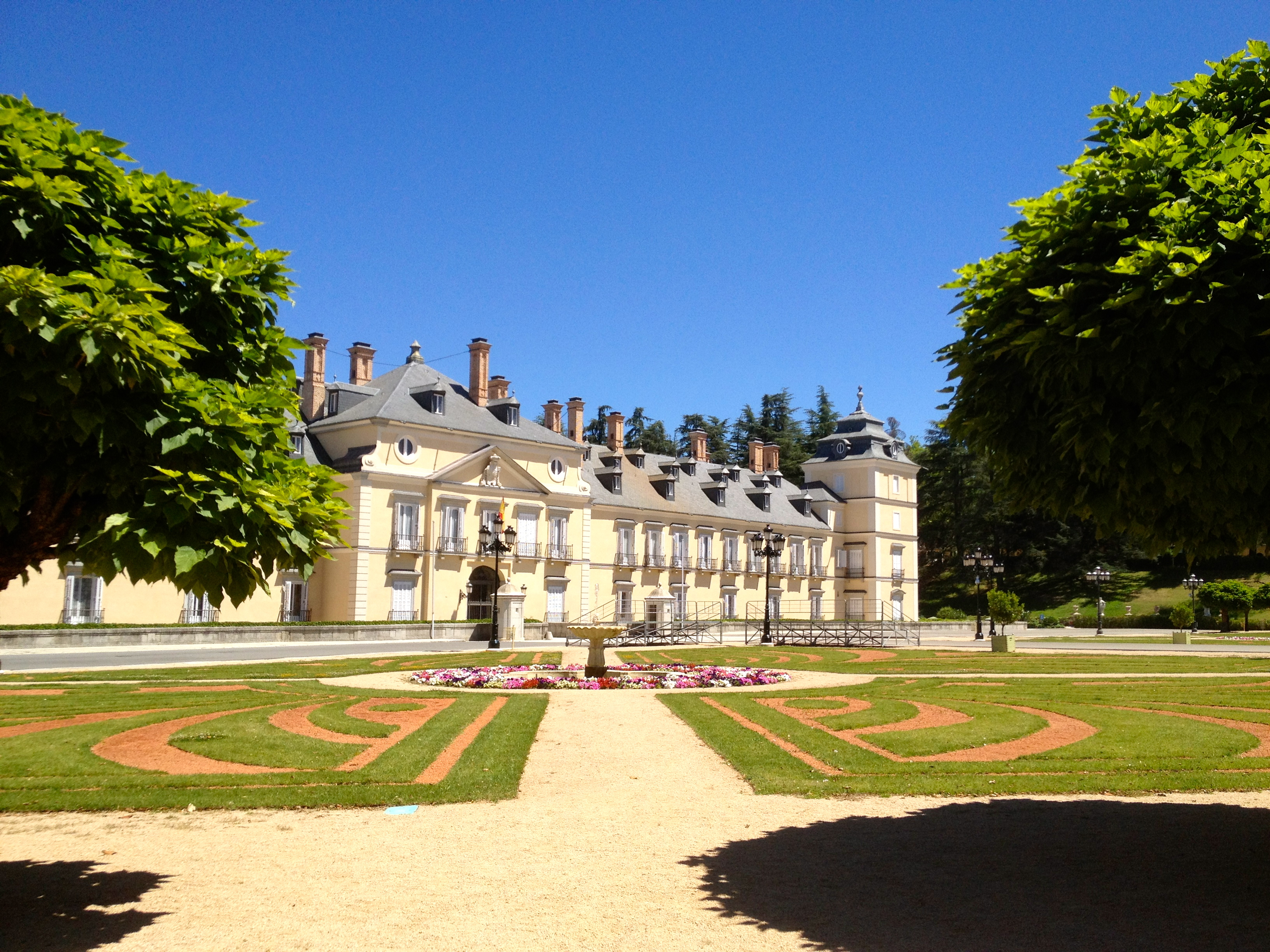

## Fordítás
- Ez a szócikk részben vagy egészben  a   Palacio Real de El Pardo című spanyol Wikipédia-szócikk fordításán alapul.  Az eredeti cikk szerkesztőit annak laptörténete sorolja fel. Ez a jelzés csupán a megfogalmazás eredetét és a szerzői jogokat jelzi, nem szolgál a cikkben szereplő információk forrásmegjelöléseként.